# Imatra
Imatra je město ve finské Jižní Karélii, žije v něm 27 512 obyvatel a je centrem seutukunty. Leží mezi jezerem Saimaa a ruskou hranicí, protéká jím řeka Vuoksa, která překonává terénní zlom Salpausselkä a vytváří kaskádové vodopády Imatrankoski.

## Historie
Předchůdci Imatry byly vesnice Jääski, Ruokolahti a Joutseno, zmiňované od 16. století. Díky impozantním vodopádům byla oblast oblíbeným cílem výletů bohatých obyvatel Petrohradu. V roce 1772 navštívila místo carevna Kateřina II. Veliká, v roce 1842 zde byl založen nejstarší přírodní park ve Finsku. V roce 1903 vznikla secesní stavba státního hotelu podle projektu Usko Nyströma. Po první světové válce se region stal součástí nezávislého Finska, v roce 1929 byla na vodopádech vybudována vodní elektrárna. Po druhé světové válce došlo k posunutí finsko-sovětské hranice, území všech tří obcí se znatelně zmenšilo, úřady proto rozhodly v roce 1948 o jejich sloučení do nové kunty, která dostala podle vodopádů název Imatra. Spojení původních obcí i význam energetiky pro místní ekonomiku vyjadřují tři blesky v městském znaku. V roce 1971 obdržela Imatra status města.
V noci na 4. prosince 2016 se v Imatře odehrál útok střelnou zbraní, při kterém psychicky nemocný místní občan Jori Juhani Lasonen zavraždil tři osoby.

## Život ve městě
Imatra má významný papírenský (firma Stora Enso) a strojírenský (firma Ovako) průmysl. Frekventovaný hraniční přechod spojuje město s ruským Světogorskem. Vodopády nejsou po většinu roku vidět, protože voda byla z původního říčního koryta svedena do elektrárny. Zpět se napouští jen o velkých svátcích, pozorování vodopádů je vyhlášenou turistickou atrakcí, kterou doprovází hudební a světelná show. Pozoruhodnou památkou moderní architektury je Kostel Tří křížů ve čtvrti Vuoksenniska, který navrhl roku 1957 Alvar Aalto. Imatra má také koncertní sál Karelia, obrazovou galerii, městské muzeum a soukromé muzeum vojenské techniky. Město se proslavilo i konáním každoročního festivalu big bandů. Okolí Imatry nabízí vhodné podmínky k pěší turistice nebo sportovnímu rybolovu, nachází se zde také akvapark.

## Sport
Na zdejším okruhu se jezdila Velká cena Finska v rámci mistrovství světa silničních motocyklů. Sídlí tu hokejový klub Imatran Ketterä, Imatra byla jedním z pořadatelských měst mistrovství světa v ledním hokeji do 18 let 2014.

## Rodáci
- Jussi Markkanen, hokejista
- Taiska, zpěvačka
- Jarmo Sandelin, golfista
- Seija Silfverberg, baletka
- Petteri Nokelainen, hokejista

## Partnerská města
- Zvolen (Slovensko)
- Salzgitter (Německo)
- Narva-Jõesuu (Estonsko)
- Tichvin (Rusko)
- Ludvika (Švédsko)
- Szigetvár (Maďarsko)

## Fotogalerie

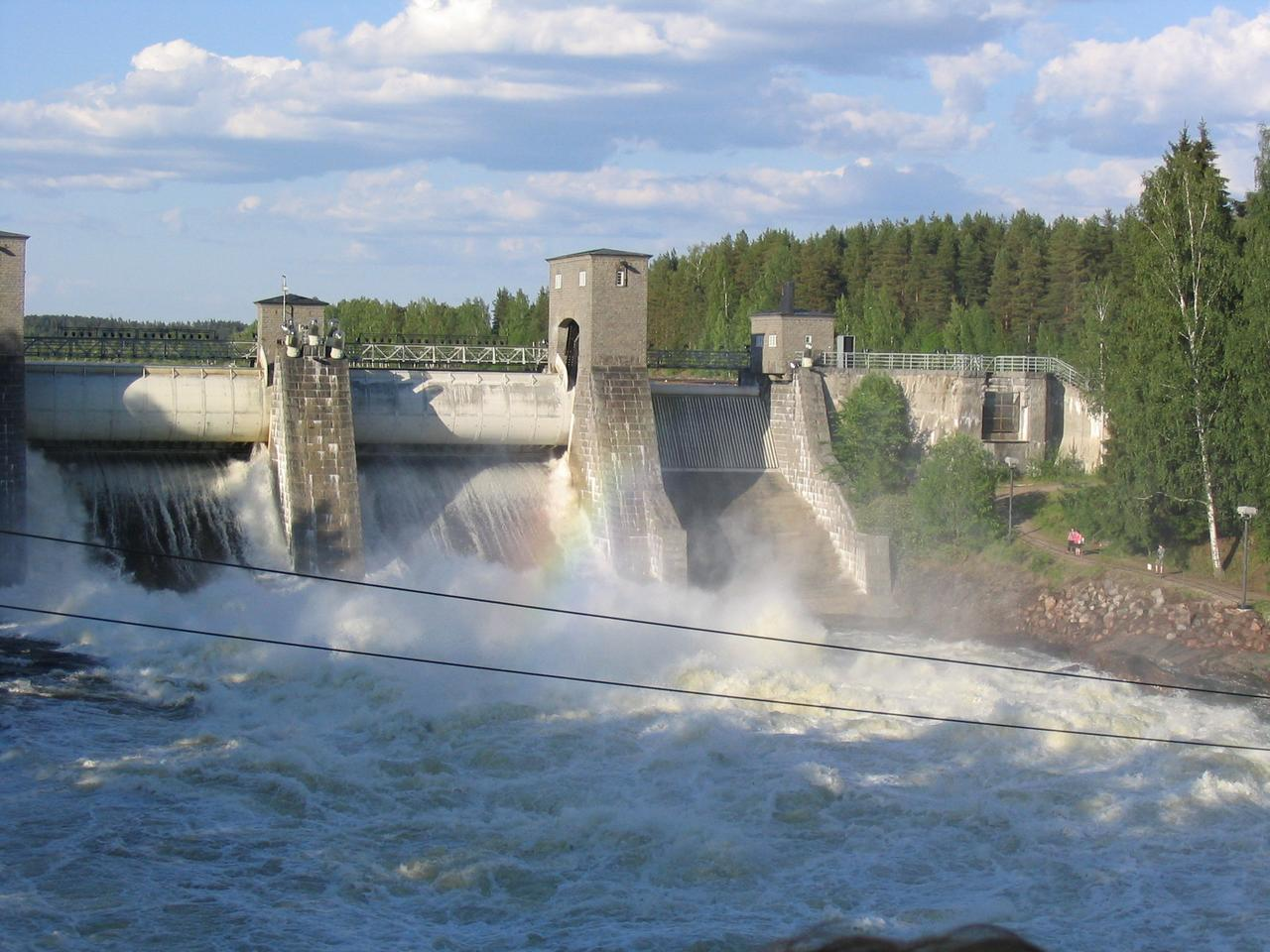
Elektrárna
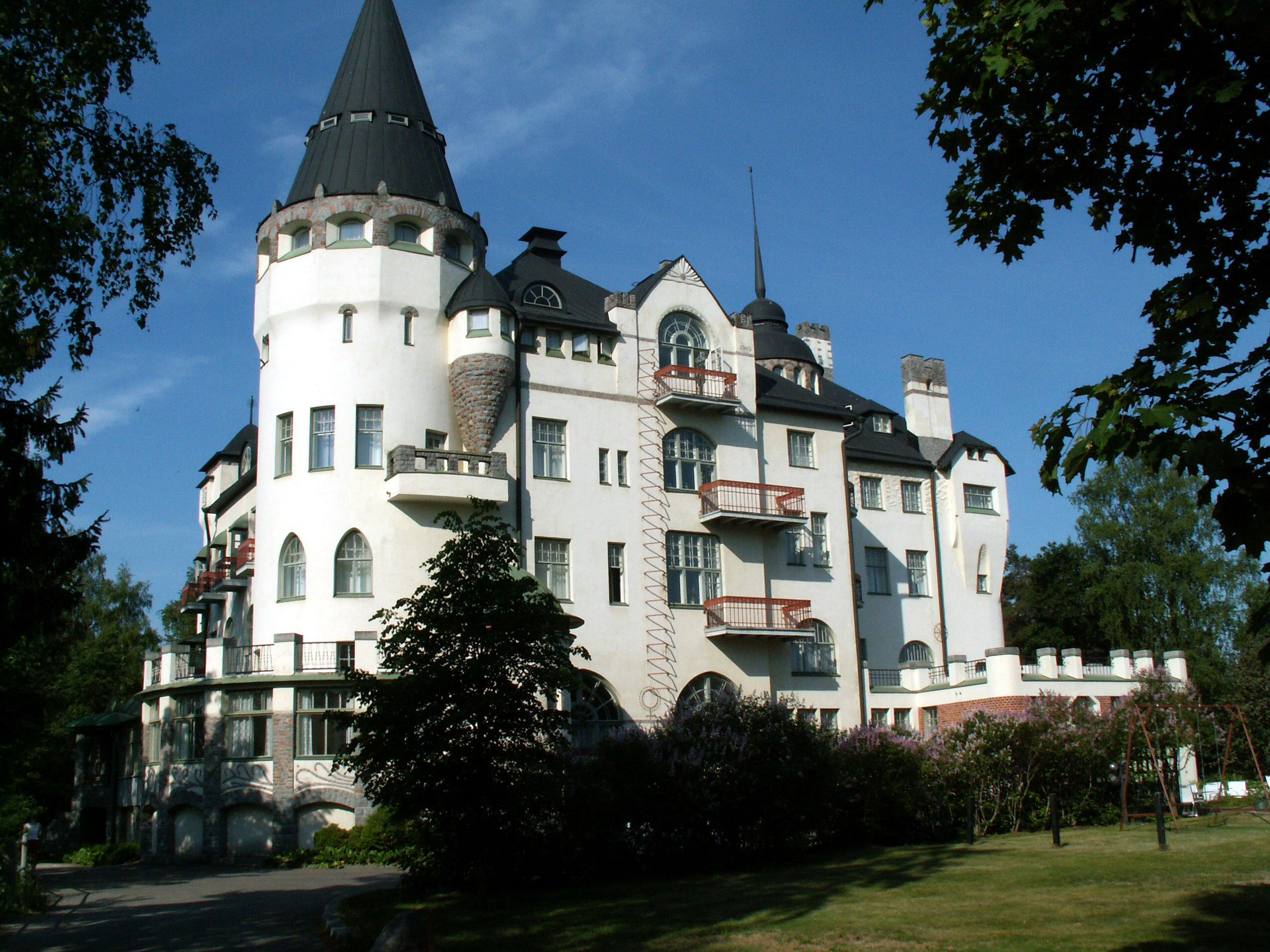
Státní hotel
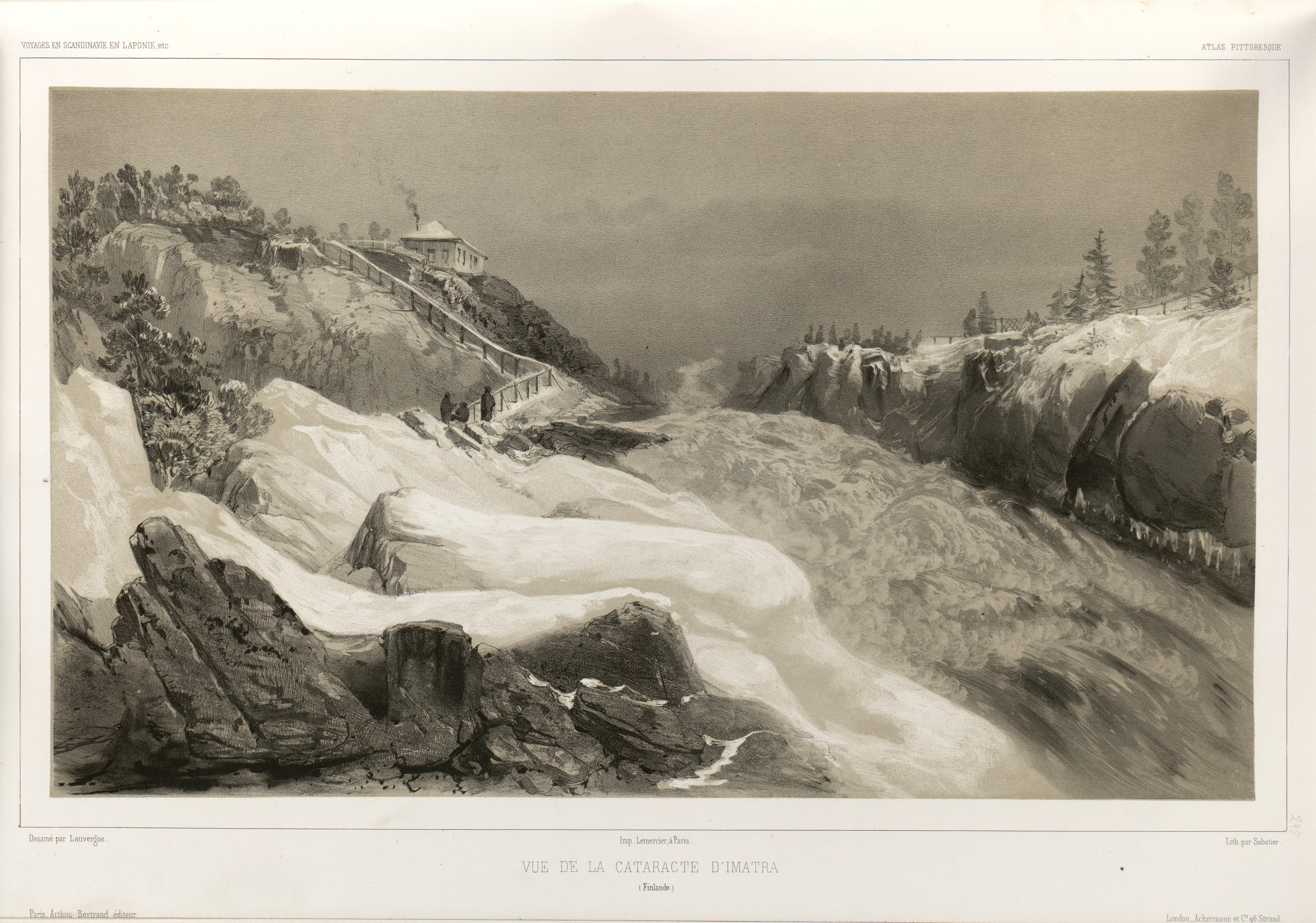
Vodopády před regulací
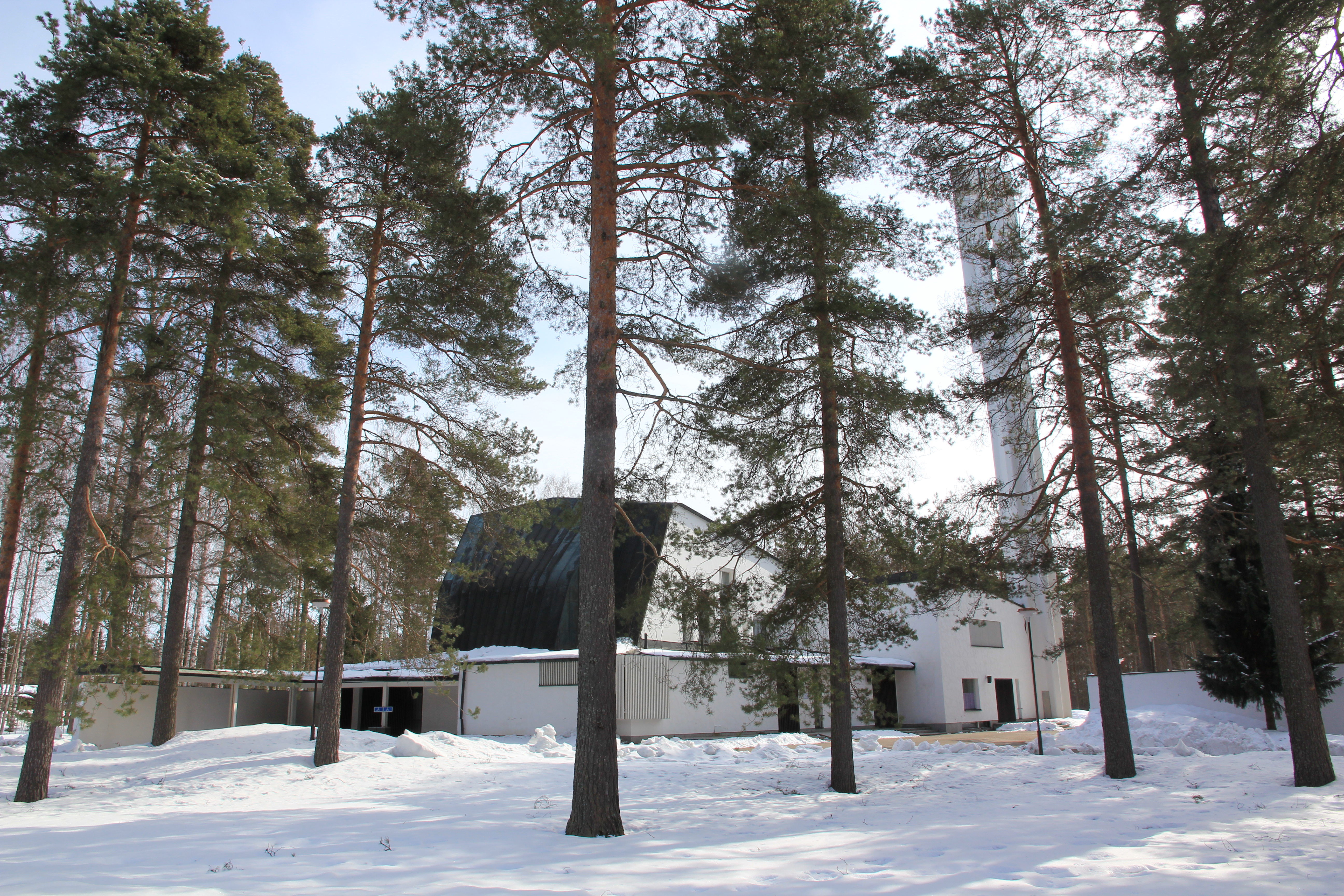
Kostel Tří křížů